# Samum (corvette)
Pour les articles homonymes, voir Samum.
Le Samum (anciennement MRK-17) est une corvette de classe Bora de la marine soviétique puis de la marine russe. Dans la classification soviétique et plus tard russe, il est considéré comme un « petit navire lance-missiles » (en russe : малый ракетный корабль, МРК). Comme le reste de la classe, il s’agit d’un navire à effet de surface armé de missiles antinavires.

## Construction et carrière
Le MRK-17 a été mis en chantier en septembre 1991 et lancé le 12 octobre 1992 au chantier naval A.M. Gorki, à Zelenodolsk. Il a été mis en service dans la flotte de la Baltique le 26 février 2000.
Le 19 mars 1992, le navire a été rebaptisé Samum, d’après le mot russe désignant le simoun, un vent du désert.
Le 25 juillet 2002, le Samum a été affecté à la flotte de la mer Noire.
Le 14 septembre 2023, alors qu’il était stationné à Sébastopol, le navire a été la cible d’une attaque de drone de surface naval ukrainien Sea Baby. Selon des sources du renseignement ukrainien, le navire a ensuite dû été remorqué en raison des « dommages importants » qu’il avait subis sur un côté. Le ministère de la Défense russe a toutefois affirmé que l’attaque avait été repoussée,,.